# 多倫多皮爾遜國際機場旅客捷運系統
多倫多皮爾遜國際機場旅客捷運系統（英語：Terminal Link）是加拿大安大略省多倫多皮爾遜國際機場内的旅客捷運系統，連接機場的1號客運大樓、3號客運大樓及位於子爵路（Viscount Road）的折扣停車場，由大多倫多機場管理局營運。系統全長1.5公里，行駛全程需時約4分鐘。項目耗資約1億加拿大元，當中系統工程合約值5,500萬元，於2002年動工，於2006年1月竣工，於同年7月6日啓用。系統於2012年的載客數量達每天17000人次，當中60-70%為機場職員。旅客可免費乘搭此系統。
旅客捷運系統於1號客運大樓車站與連接機場和多倫多市中心的聯合車站－皮爾遜機場快線交匯。為了配合機場快線工程，旅客捷運系統從2013年3月19日起關閉以便改建1號客運大樓車站，以及將列車編組從一列六卡車增至一列七卡車，同年11月8日重開。系統關閉期間，機場管理局派遣巴士連接沿線車站。
旅客捷運系統每星期7日，每日24小時營運，全年無休。系統車隊由兩組列車組成，每組列車固定於一組路軌上行駛，抵達一端總站後倒頭沿同一組路軌駛往另一端總站。每天尖峰時段（早上3:30至7:30、早上11:30至晚上11:30）全數兩組列車營運，來回方向班距為四分鐘；每天餘下離峰時段則只有一組列車營運，來回方向班距為八分鐘。三個車站均採島式月台佈局，月台邊緣設有幕門。
機場管理局長遠計劃擴建1號客運大樓，而旅客捷運系統亦可能延伸至1號客運大樓的擴建部分，但當局尚未落實進行此延伸項目。而受系統設計所限，上述項目為系統唯一可行的延伸方案；當局無法將系統從子爵路總站對外伸延。

## 圖片

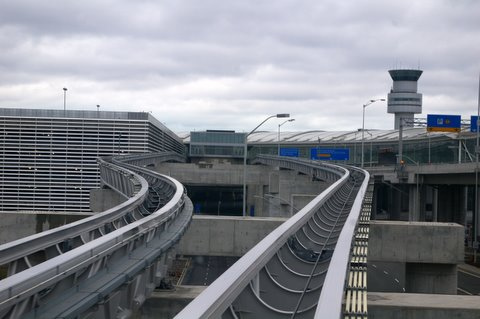
旅客捷運系統兩條軌道之間的距離在1號客運大樓車站以西擴濶，以預留空間興建聯合車站－皮爾遜機場快線的軌道和車站
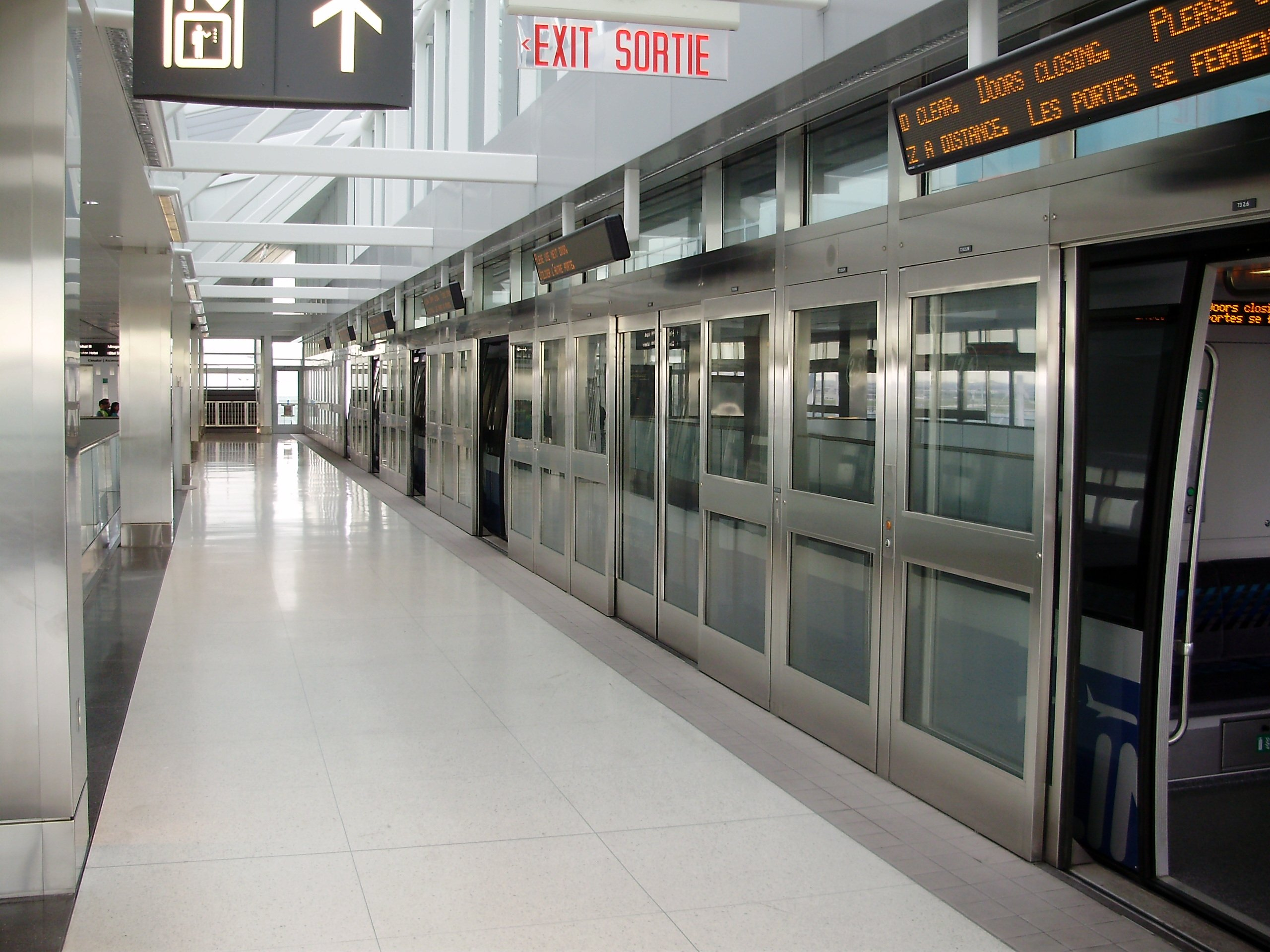
3號客運大樓車站
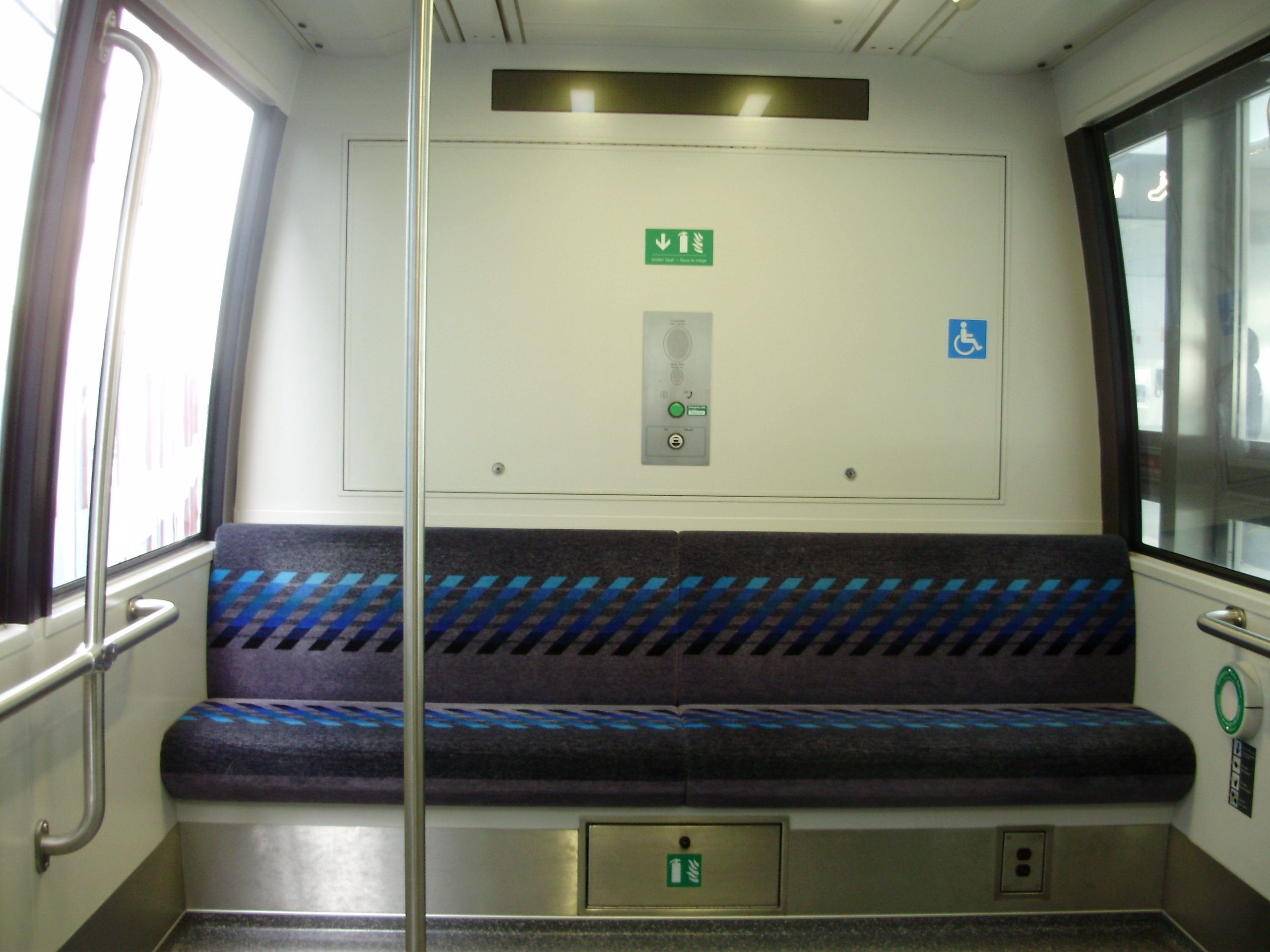
列車内部

## 外部連結
- 维基共享资源上的相關多媒體資源：多倫多皮爾遜國際機場旅客捷運系統
- （英文）Link Train－多倫多皮爾遜國際機場官方網站 旅客捷運系統頁面